# Грос Ниндорф (Мекленбург)
Грос Ниндорф (њем. Groß Niendorf) општина је у њемачкој савезној држави Мекленбург-Западна Померанија. Једно је од 76 општинских средишта округа Пархим. Према процјени из 2010. у општини је живјело 228 становника. Посједује регионалну шифру (AGS) 13060032.

## Географски и демографски подаци
Грос Ниндорф се налази у савезној држави Мекленбург-Западна Померанија у округу Пархим. Општина се налази на надморској висини од 58 метара. Површина општине износи 15,8 km². У самом мјесту је, према процјени из 2010. године, живјело 228 становника. Просјечна густина становништва износи 14 становника/km².